# Friedrich August Wolf
Friedrich August Wolf (født 15. februar 1759 i Haynrode i Thüringen, død 8. august 1824 i Marseille) var en tysk filolog. 
Allerede 1782 blev han rektor i Osterode og 1783 professor i Halle, hvor han virkede til 1806, da universitetet blev lukket. Han udøvede her ved sine forelæsninger, hvori han bestræbte sig for at fremstille filologien som en organisk sammenhængende videnskab, en meget stor indflydelse, hvorimod han i sine senere år, efter at han i 1807 var gået til Berlin og havde deltaget i grundlæggelsen af det derværende universitet uden selv at blive fast professor derved, trådte mere tilbage og også følte sig noget tilsidesat. 
Hans betydningsfuldeste værk er Prolegomena ad Homerum (Halle 1795 og oftere), hvori han rejser det homeriske spørgsmål, som siden den tid har været stærkt debatteret. I Halle udgav han tillige flere skrifter af klassiske forfattere, Homer (4 bind, 1784—85), Demosthenes (1789), Platon (1790) og Cicero (1792). Fra denne tid hidrører også hans Antiquitäten von Griechenland (1787). Af andre skrifter, delvis udgivne efter hans død, kan mærkes Vermischte Schriften und Aufsätze (1802), Encyclopädie der Philologie (1830), Darstellung der Alterthumswissenschaft (1833), Vorlesungen über die Alterthumswissenschaft (5 bind, 1831—35). Hans Kleine Schriften udgav Bernhardy (2 bind, 1869).